# Stigmacros flavinodis
Stigmacros flavinodis är en myrart som beskrevs av Clark 1938. Stigmacros flavinodis ingår i släktet Stigmacros och familjen myror. Inga underarter finns listade i Catalogue of Life.